# Хајде (Холштајн)
Хајде (њем. Heide) град је у њемачкој савезној држави Шлезвиг-Холштајн. Једно је од 115 општинских средишта округа Дитмаршен. Према процјени из 2010. у граду је живјело 20.821 становника. Посједује регионалну шифру (AGS) 1051044, NUTS (DEF05) и LOCODE (DE HDE) код.

## Географски и демографски подаци
Хајде се налази у савезној држави Шлезвиг-Холштајн у округу Дитмаршен. Град се налази на надморској висини од 11 метара. Површина општине износи 32,0 km². У самом граду је, према процјени из 2010. године, живјело 20.821 становника. Просјечна густина становништва износи 651 становника/km².